# Dominikanska republikens riksvapen
Vapenskölden är inramad av eklöv och palmkvist och förutom nationalfärger och korset finns här också en uppslagen bibel - symbol för stark kristen tro. Överst står inskriptionen: "Gud, fosterland, frihet".